# Palacio Legislativo del Uruguay

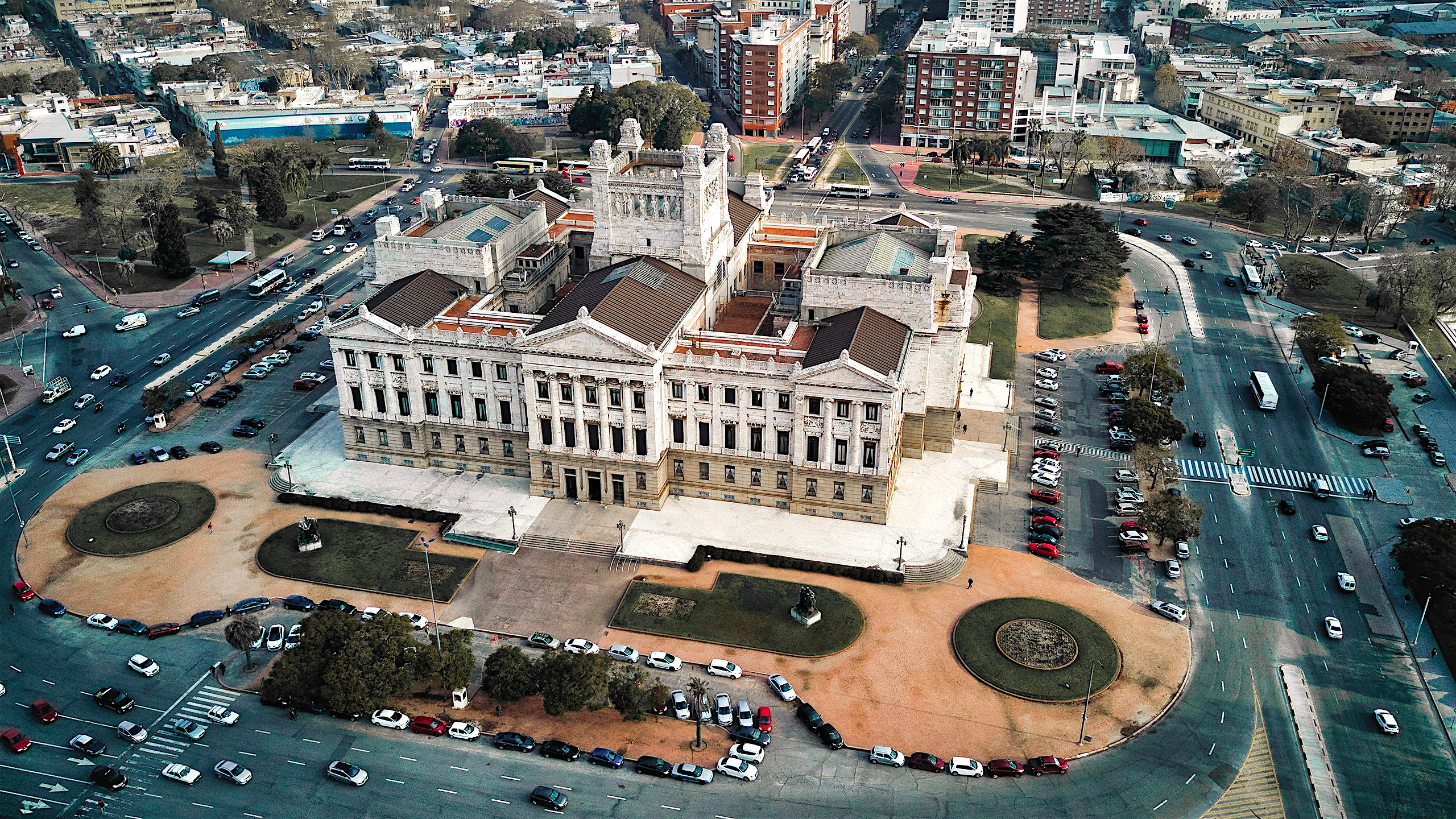
Vista posterior del palacio.

El Palacio Legislativo es el palacio sede del Poder Legislativo de Uruguay. Allí funciona la Asamblea General, que se integra de dos cámaras que sesionan separada o conjuntamente según las circunstancias: la Cámara de Representantes y la Cámara de Senadores.

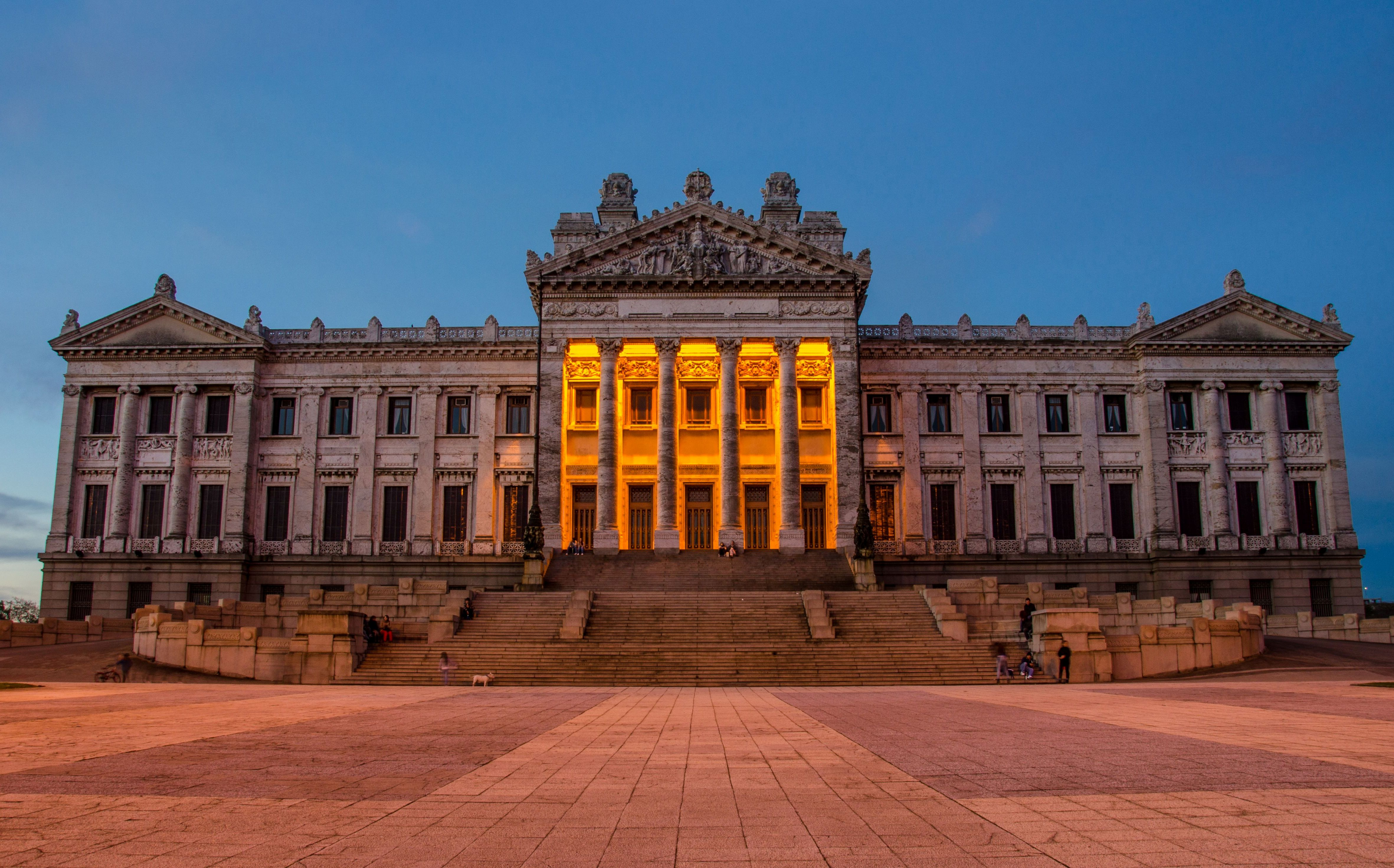
Fachada del Palacio Legislativo en un atardecer.

El edificio fue construido entre 1908 y 1925 en la ciudad de Montevideo, fue inaugurado el 25 de agosto de 1925 en conmemoración del centenario de la Declaratoria de la Independencia.

## Historia

### Proyecto
La historia del Palacio Legislativo comienza en 1902 con una ley que aprueba el llamado a concurso internacional de proyectos de arquitectura para la construcción de una nueva sede para el Poder Legislativo, ya que su antigua sede, el Cabildo de Montevideo, presentaba varias insuficiencias. Las discusiones comenzaron en 1896 y la comisión de trabajo parlamentaria estuvo a cargo de José Batlle y Ordóñez y el ingeniero José Serrato.
En 1904 se presentaron 27 trabajos entre los que se encontraban tres proyectos uruguayos. El jurado resolvió que no se podía otorgar el primer premio a ninguno de ellos aunque ya que ninguno cumplía con todas las condiciones del concurso, pero había dos que contenían propuestas interesantes.
Finalmente, se decidió otorgar el premio al arquitecto Víctor Meano, quien en ese momento se encontraba construyendo el Palacio del Congreso de la Nación Argentina en Buenos Aires, sin embargo nunca se enteró de que su proyecto había resultado ganador, ya que fue asesinado antes de poder ser contactado por la Comisión del Palacio Legislativo, organizadora del concurso.
En 1905 se resolvió cambiar el emplazamiento original, en frente a la Iglesia de la Aguada, por el terreno que actualmente ocupa el Palacio de las Leyes.

### Construcción
En 1908 se iniciaron los trabajos que continuaron sin alteraciones hasta la contratación del arquitecto Gaetano Moretti, en 1913, a quien se confió la terminación del edificio de acuerdo a nuevas ideas que impulsaban los legisladores de entonces. Todos los materiales utilizados para la construcción de palacio son nacionales, se abrieron canteras en Maldonado y Lavalleja dedicadas a la extracción de distintos tipos de mármoles así como también canteras de granito en Canelones destinadas a la materialización del proyecto.
El 25 de agosto de 1925 el Palacio es inaugurado formalmente. Aunque los trabajos de decoración no culminaron hasta 1964.

### Coste de construcción
Al iniciarse en 1908 la construcción de las obras del Palacio Legislativo, se fijó la suma a invertir en las mismas en 2.500.000 pesos oro (aproximadamente US$47.169.436 en la actualidad). Leyes posteriores dictadas en los años 1915, 1918 y 1923 aumentaron progresivamente dicha cantidad de acuerdo con las nuevas orientaciones que se impusieron a la realización de las obras, su mayor magnificencia, su parte decorativa, su revestimiento con materiales nobles, etc. hasta fijarse en 10.000.000 pesos oro (unos US$186.854.419 en la actualidad).

## Arquitectura

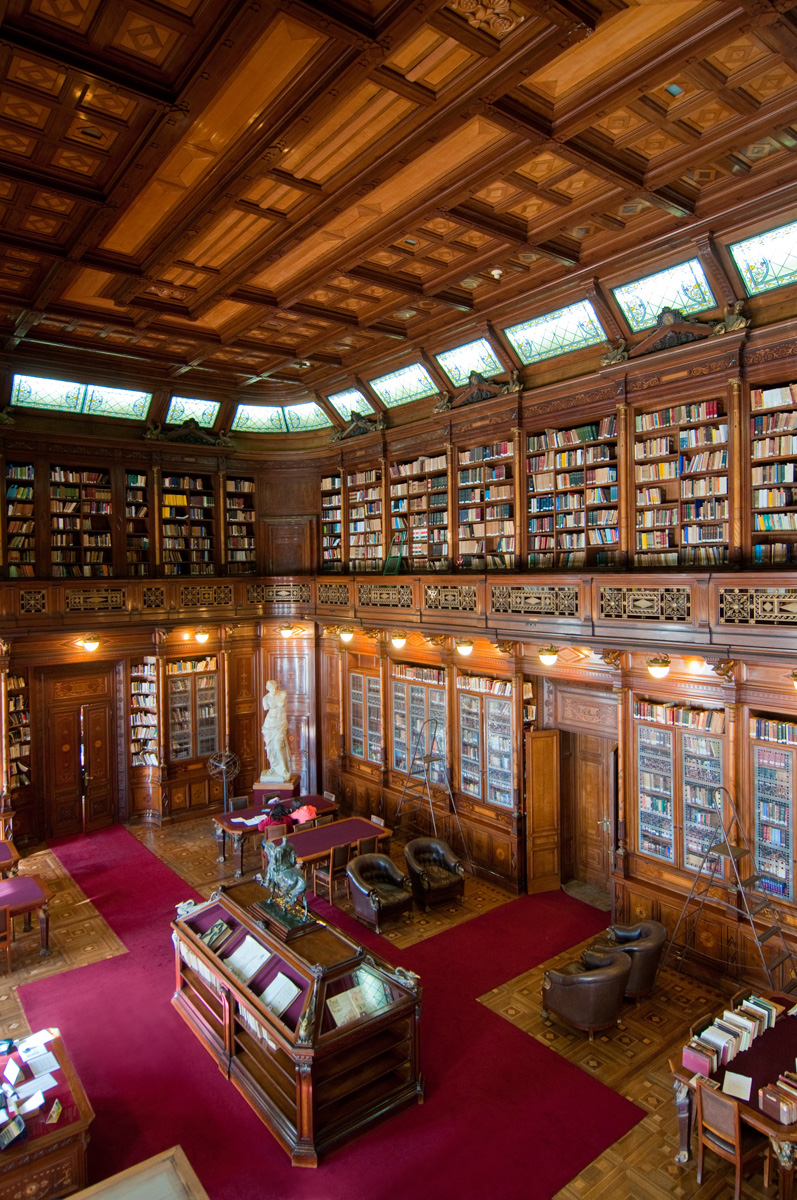
La Biblioteca del Poder Legislativo cuenta con más de ejemplares.

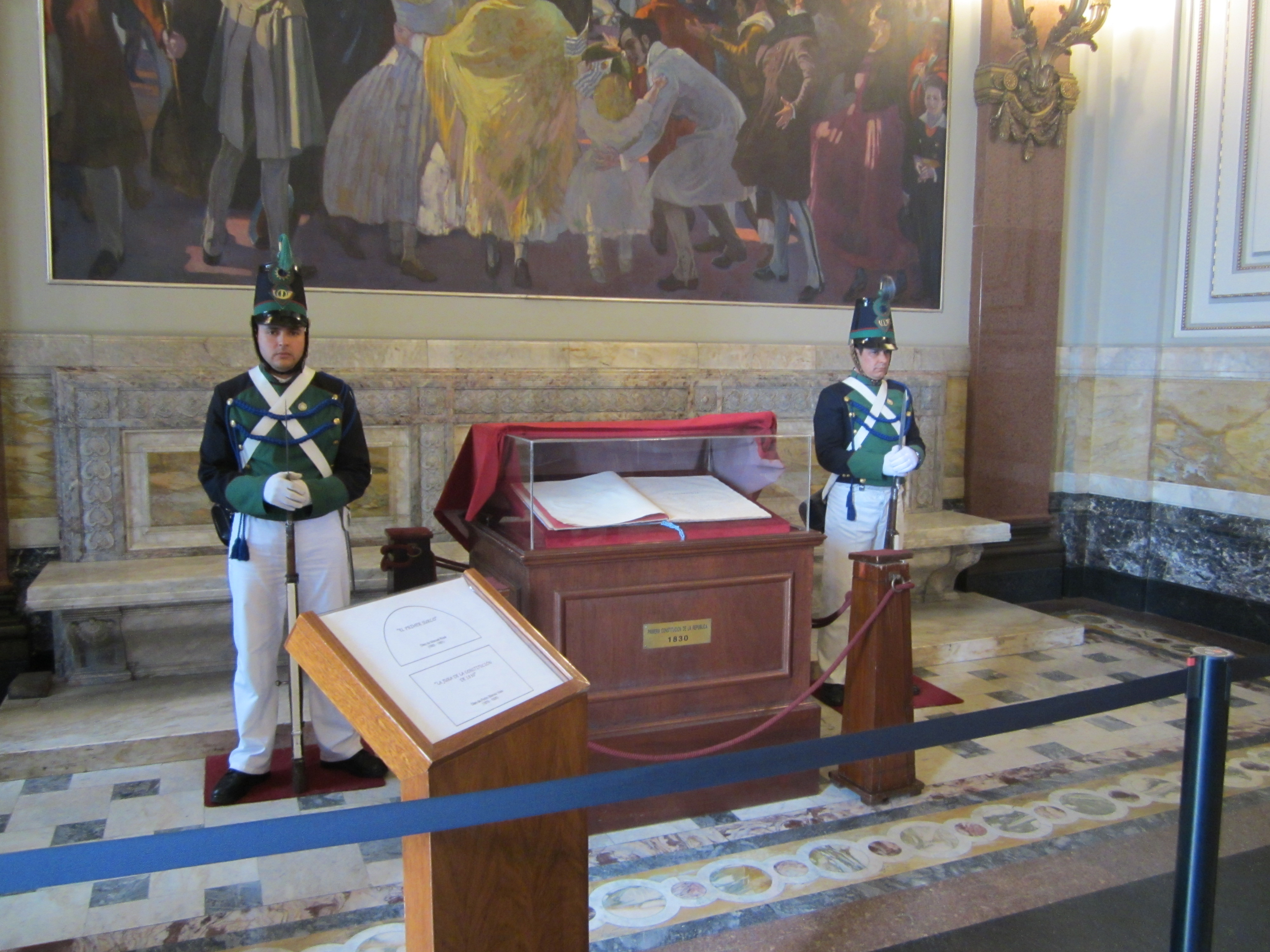
El Batallón Florida de Infantería n.º 1, es el encargado de custodiar protocolar y exclusivamente al Palacio Legislativo y a la Constitución de la República Oriental del Uruguay

El también denominado Palacio de las Leyes, es un edificio de un marcado estilo neoclásico, cuyas fachadas, paredes interiores, bóvedas y columnas están recubiertas de distintos mármoles procedente del país, llevó casi tres décadas de construcción.

Consta de tres grandes naves y varias salas anexas, un piso superior, donde funciona la Biblioteca del Poder Legislativo con más de 250 000 volúmenes y algunos despachos de parlamentarios, además de un gran subsuelo en el que hay oficinas, depósitos y talleres de imprenta y encuadernación. La fachada principal del edificio se encuentra alineada con el eje de simetría de la Avenida del Libertador Brigadier General Juan Antonio Lavalleja generando una perspectiva de jerarquía inspirada en los bulevares parisinos de Haussman.

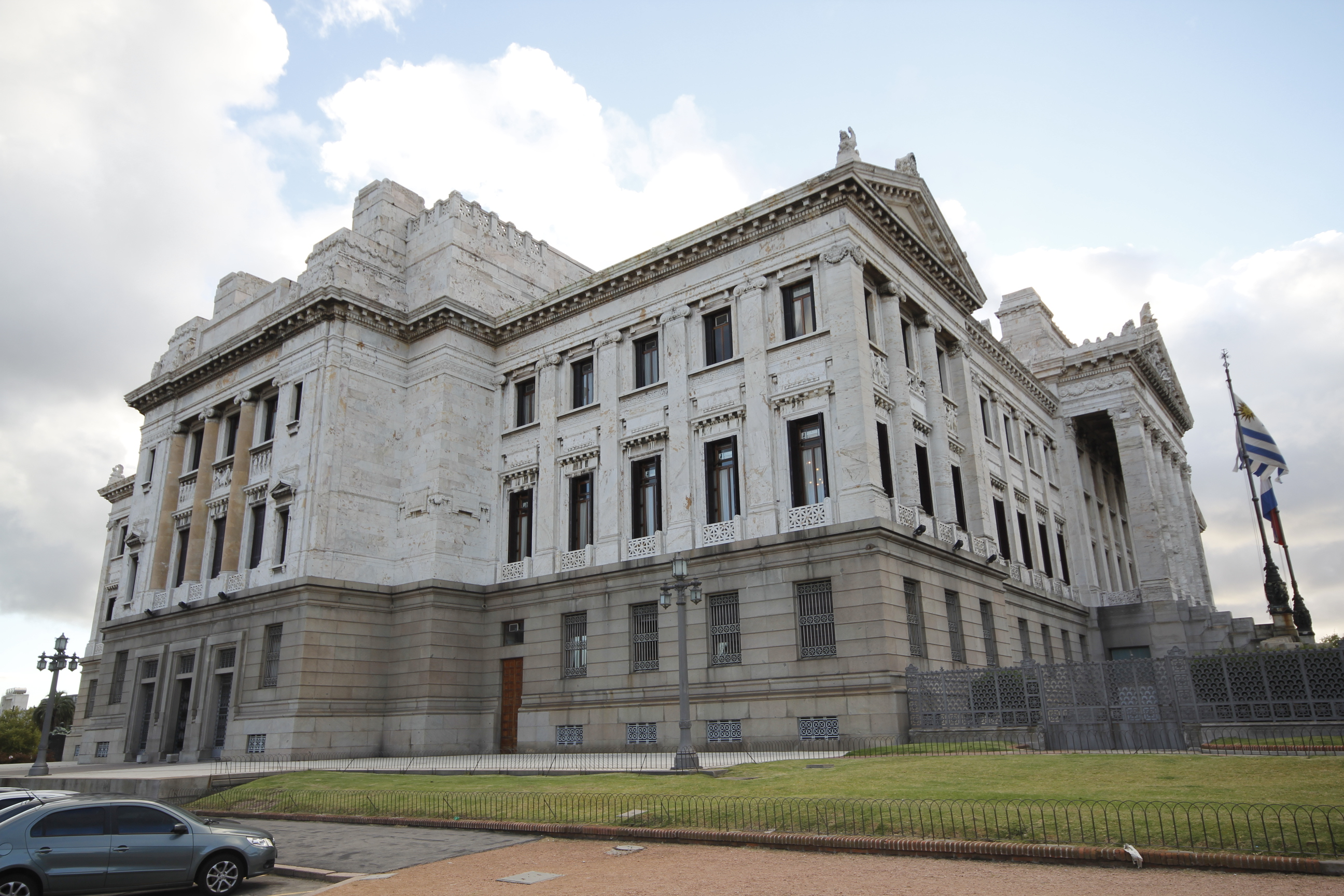
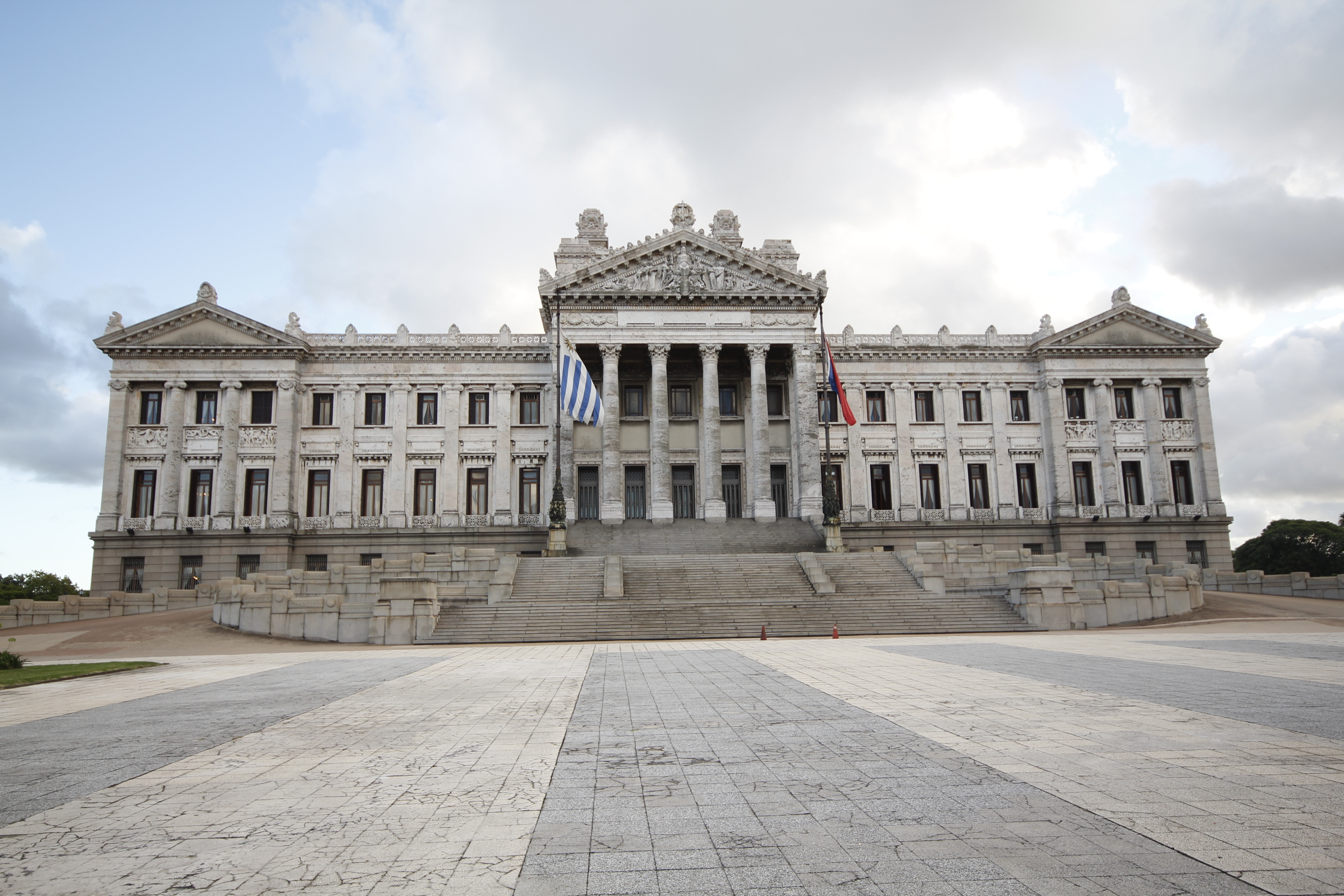
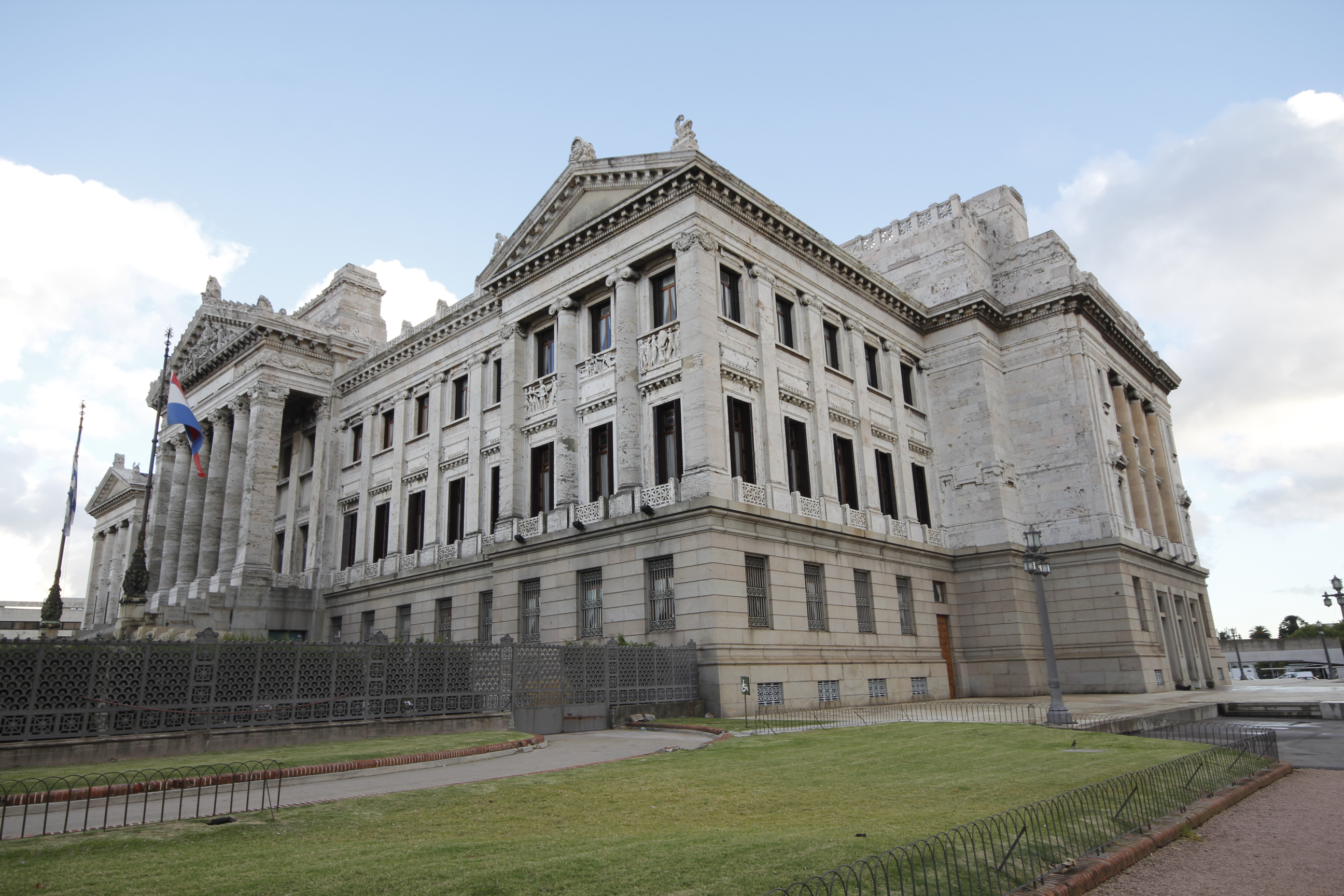
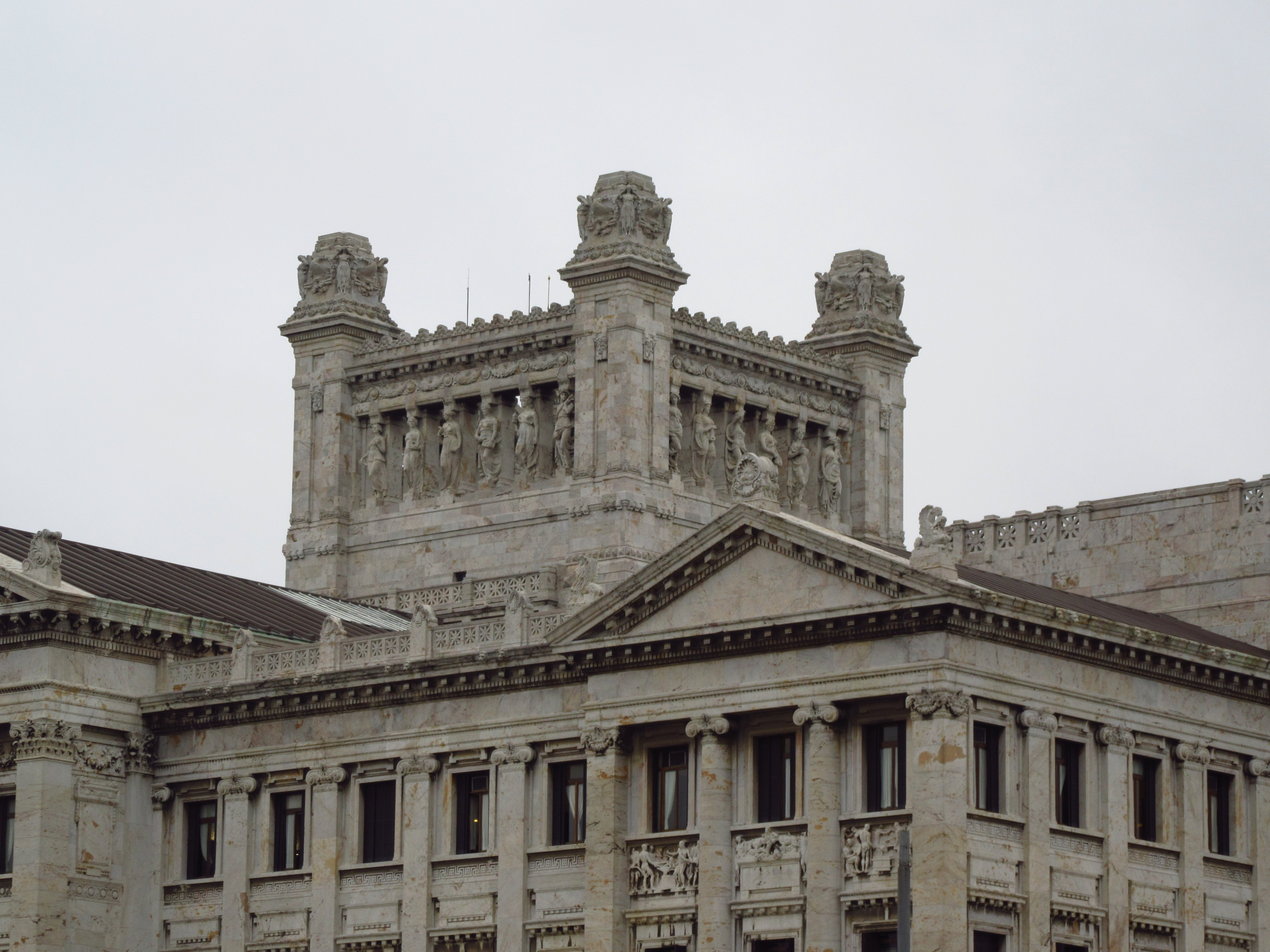
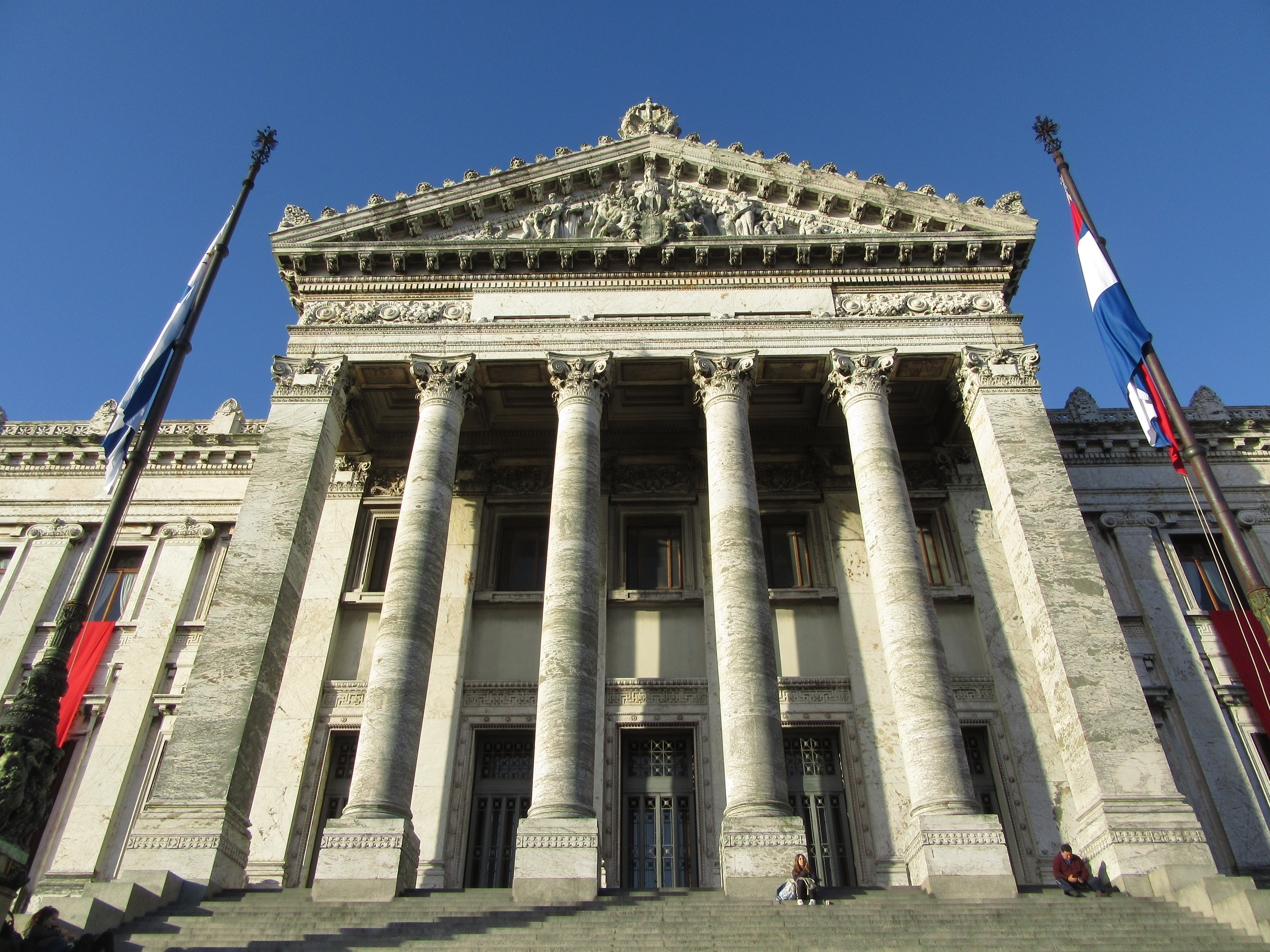
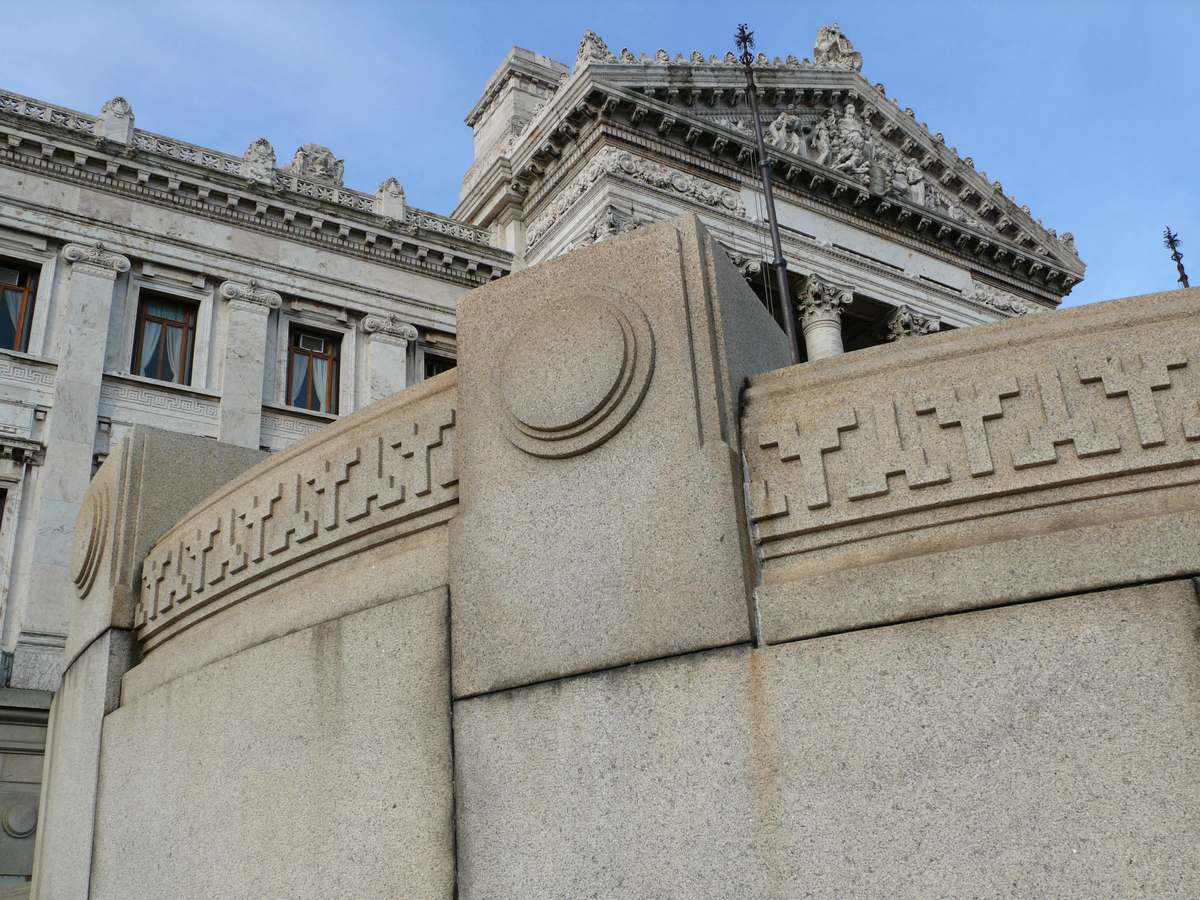

### Salón de los Pasos Perdidos
En la nave se encuentra el gran Salón de los Pasos Perdidos. Inspirado en las grandes catedrales del renacimiento, está compuesto de dos bóvedas de cañón corrido y majestuoso lucernario central, que separa los dos hemiciclos en los que sesionan las cámaras de senadores y representantes. Las paredes de ambas salas están forradas de madera de nogal y caoba. De esa misma madera están hechas las bancas que ocupan los parlamentarios.
Inicialmente diseñado con un techo plano por el arquitecto Meano, fue modificado por el arquitecto Moretti y el techo pasó a consistir de dos bóvedas de cañón corrido, que se cortan en el cruce por medio de cuatro arcos torales sobre los que se levanta el cuadrado del lucernario, que caracteriza al edificio desde el exterior. La bóveda de la nave central de Pasos Perdidos está dividida en dos partes iguales por la bóveda del crucero que la atraviesa. 

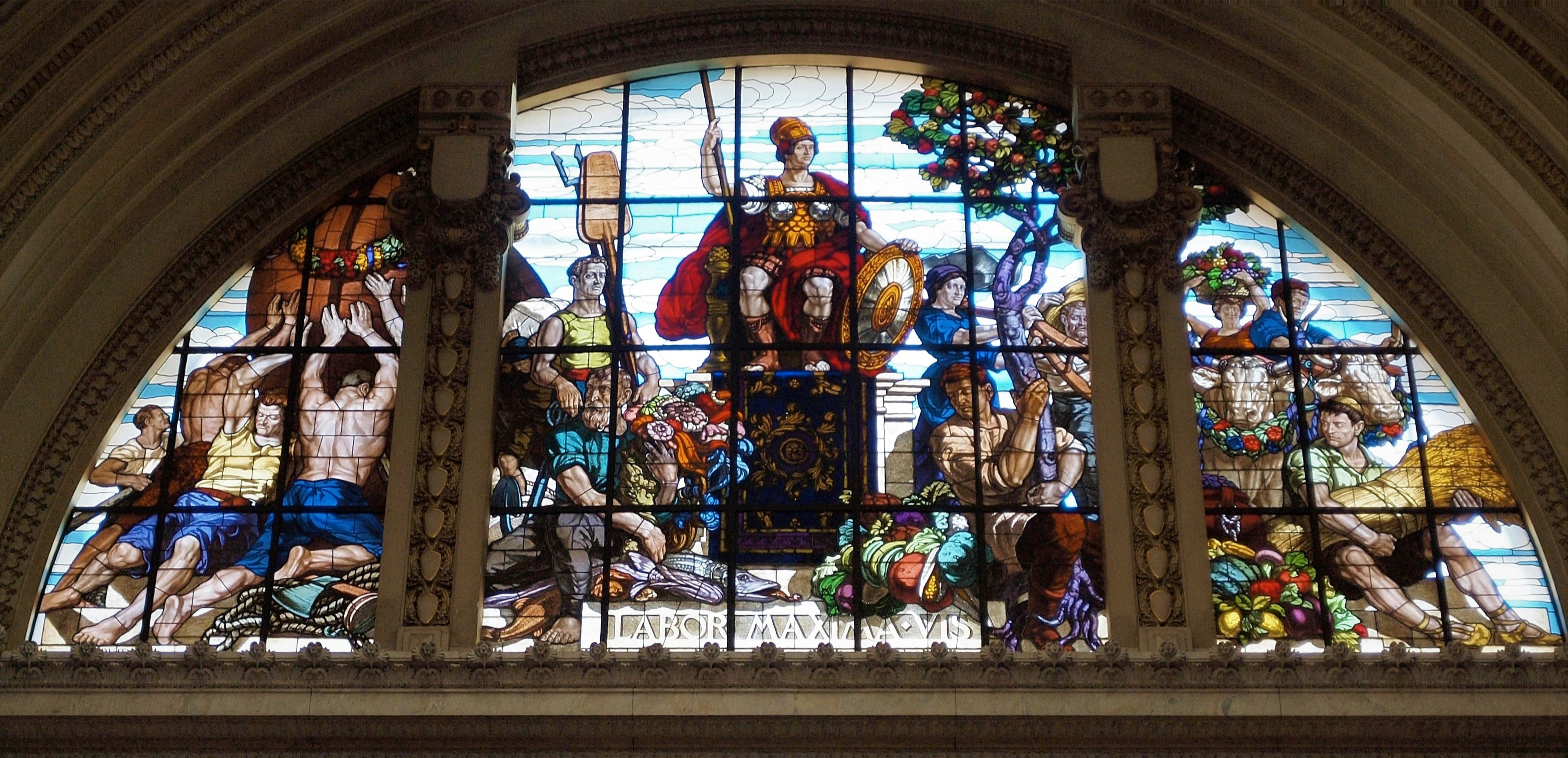
Alegoría de la República sobre la entrada a la Cámara de Representantes.

La entrada a cada una de las cámaras está coronada con un tres vitrales que forman un semicírculo, la entrada a la Cámara de Representantes contiene una Alegoría de la República y la de la Cámara de Senadores una Alegoría de la Justicia,
Su iluminación cenital se hace por tres grandes vitrales. Dos de ellos de superficie curva adaptada a la curvatura de las bóvedas y un tercero de superficie plana ubicado a mayor altura dentro del lucernario que corona el cruce de ambas bóvedas.
Este salón ha sido utilizado eventualmente para exposiciones de arte, conciertos y otros eventos como cúmbres internacionales. Ha funcionado como capilla ardiente de numerosas personalidades destacadas del Uruguay: la poetisa Juana de Ibarbourou , los escritores Mario Benedetti, Eduardo Galeano y Carlos Maggi,la actriz China Zorrilla, el pintor Carlos Páez Vilaró, el campeón del mundo Alcides Ghiggia, los políticos Líber Seregni, Jorge Batlle, Tabaré Vazquez, Jorge Larrañaga,   Danilo Astori y José Mujica entre otros. También se depositaron allí las cenizas de José Gervasio Artigas mientras se realizaban tareas de restauración de su mausoleo (2011-2012).
En la actualidad el Salón de los Pasos Perdidos conserva en su interior los ejemplares originales de la Constitución de 1830 y la Declaratoria de la Independencia de 1825.

### Salas de sesiones
El Palacio alberga dos salas de sesiones o hemiciclos para ambas cámaras de la Asamblea General de Uruguay, la Cámara de Senadores y la Cámara de Representantes. Ambos recintos están construidos en forma de anfiteatro, con mayor capacidad para el destinado para la Cámara de Representantes que el del Senado. El zócalo de la primera, que se prolonga hasta la parte inferior de las tribunas, es de nogal de Italia, trabajado en Milán y de la misma manera el mobiliario. Los tapices murales son rojos, las barandas de bronce cincelado, las columnas grises, y las pilastras rosadas, guardando así armonía con la decoración del Salón de los Pasos Perdidos. Todo lo que en el recinto de Diputados es de nogal en el Senado ha sido construido en caoba.

### El lucernario del Palacio
El Lucernario es junto con el Salón de Pasos Perdidos el elemento que distingue al edificio del Poder Legislativo de entre otros edificios de su misma categoría en el resto del mundo.
El proyecto original del arquitecto Víctor Meano, inspirado en el Parlamento de Viena, pretendía que su edificio diera la misma impresión de horizontalidad que daba la obra de Hansen. El arquitecto Gaetano Moretti, por el contrario, entendió que las dimensiones del volumen del edificio ameritaban una culminación elevada en el centro del edificio.
Y así fue que se decidió la construcción de un lucernario cuadrado en el centro del edificio, decorado con variados ornamentos de estilo griego, entre los que se destacan las veinticuatro cariátides, de casi cuatro metros de altura cada una, realizadas por distintos escultores representan alegóricamente a la industria, el derecho, las matemáticas, la física, la arquitectura, la agricultura, la pintura, el comercio, la poesía, la medicina, la música y la escultura, cada una se repite dos veces.
Además de su intrínseco valor estético, la importancia del lucernario creado por Moretti, reside fundamentalmente en que logró adaptar la forma del volumen edificado al espacio en que se encuentra ubicado, y que favoreció la perspectiva que el edificio genera desde cualquier ángulo que se le mire.

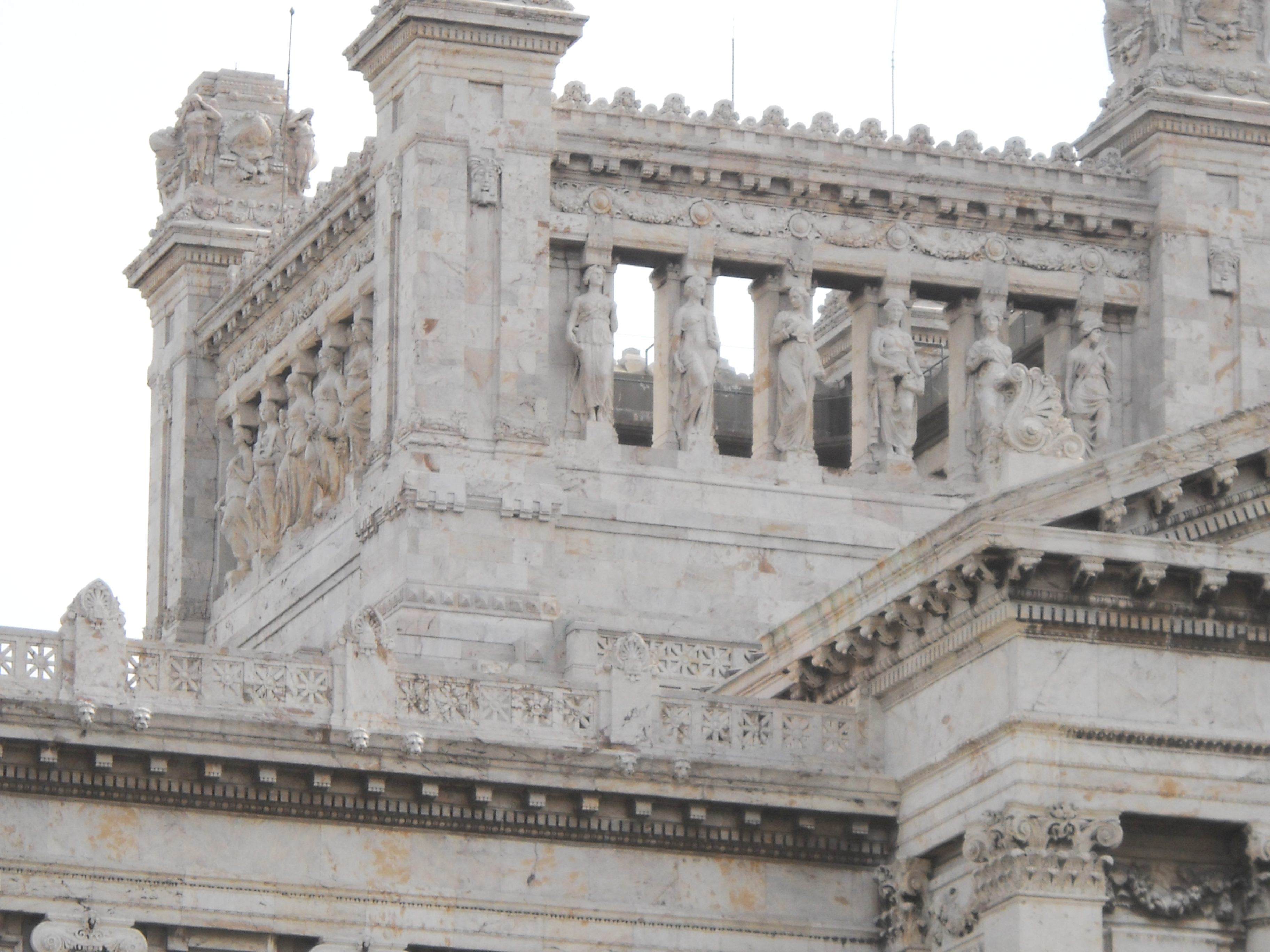
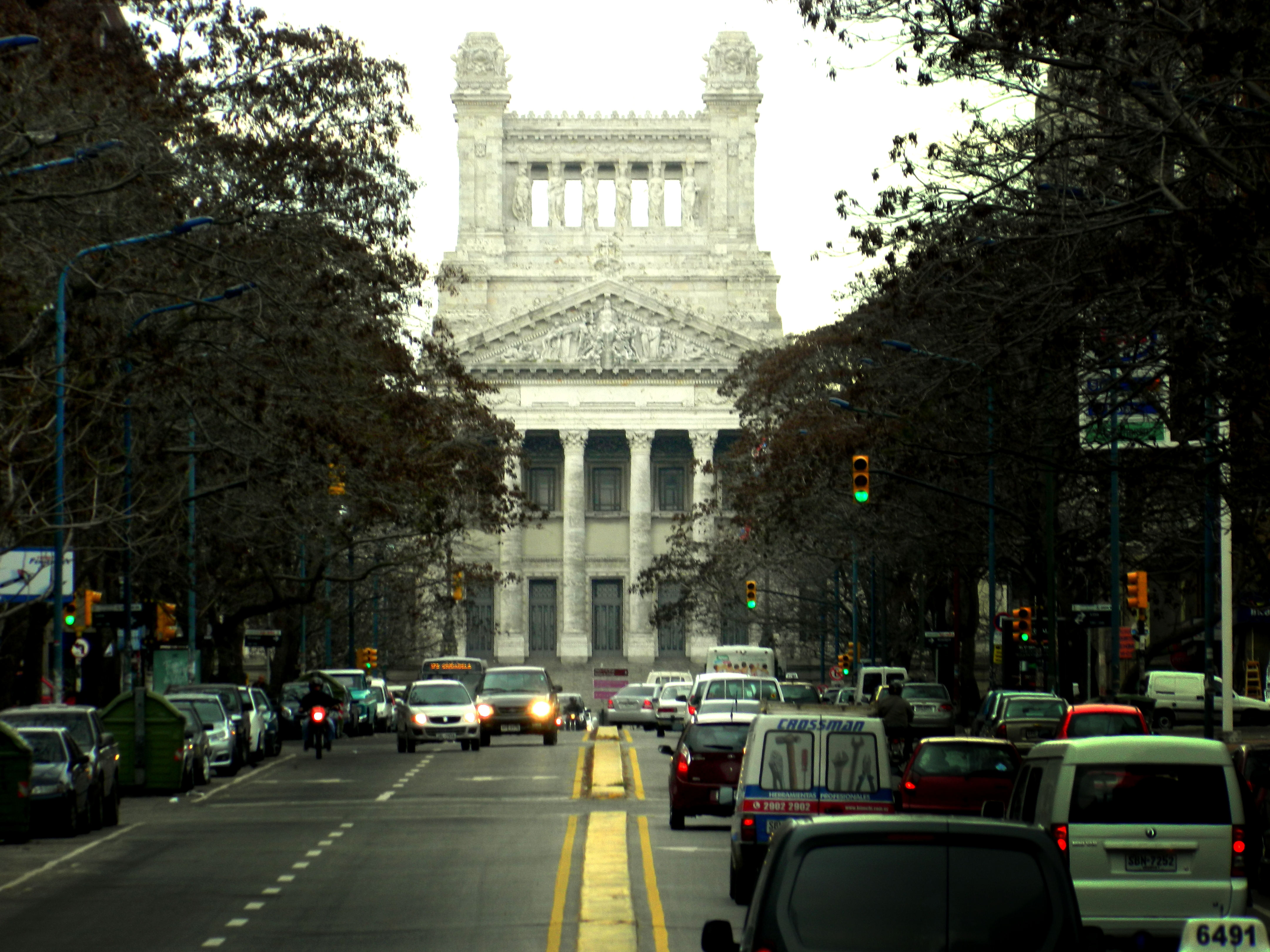
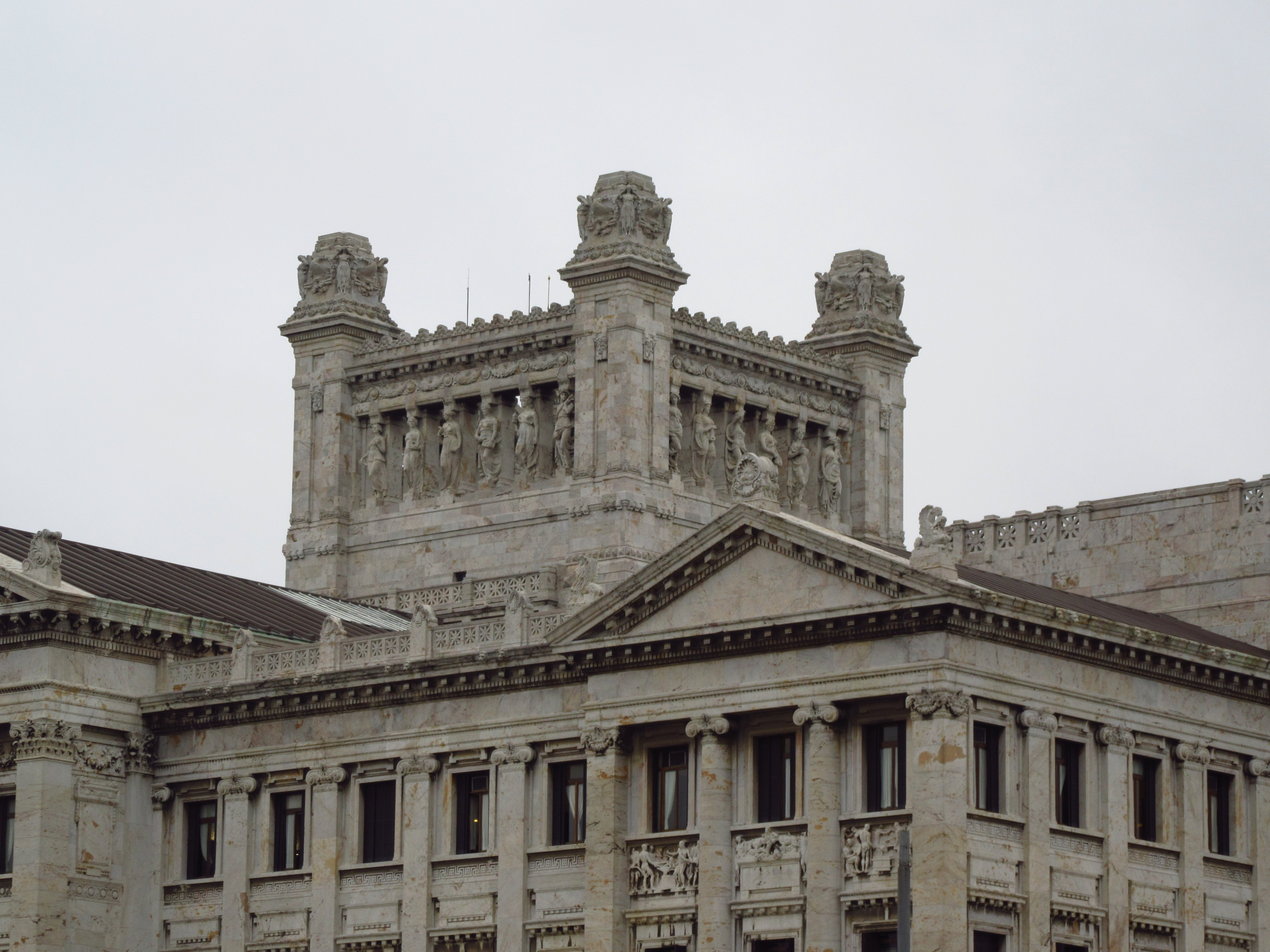

## Anexo
El edificio «José Artigas», es el edificio anexo del Poder Legislativo. Está ubicado al costado del mismo sobre la Avenida de las Leyes. Fue inaugurado en 1995. En él se ubican las oficinas de los diputados y las comisiones parlamentarias. Ambos edificios están interconectados mediante un túnel con una extensión de unos 100 metros por debajo de la Avenida de las Leyes. Este túnel lleva el nombre de Pasaje de la Democracia.

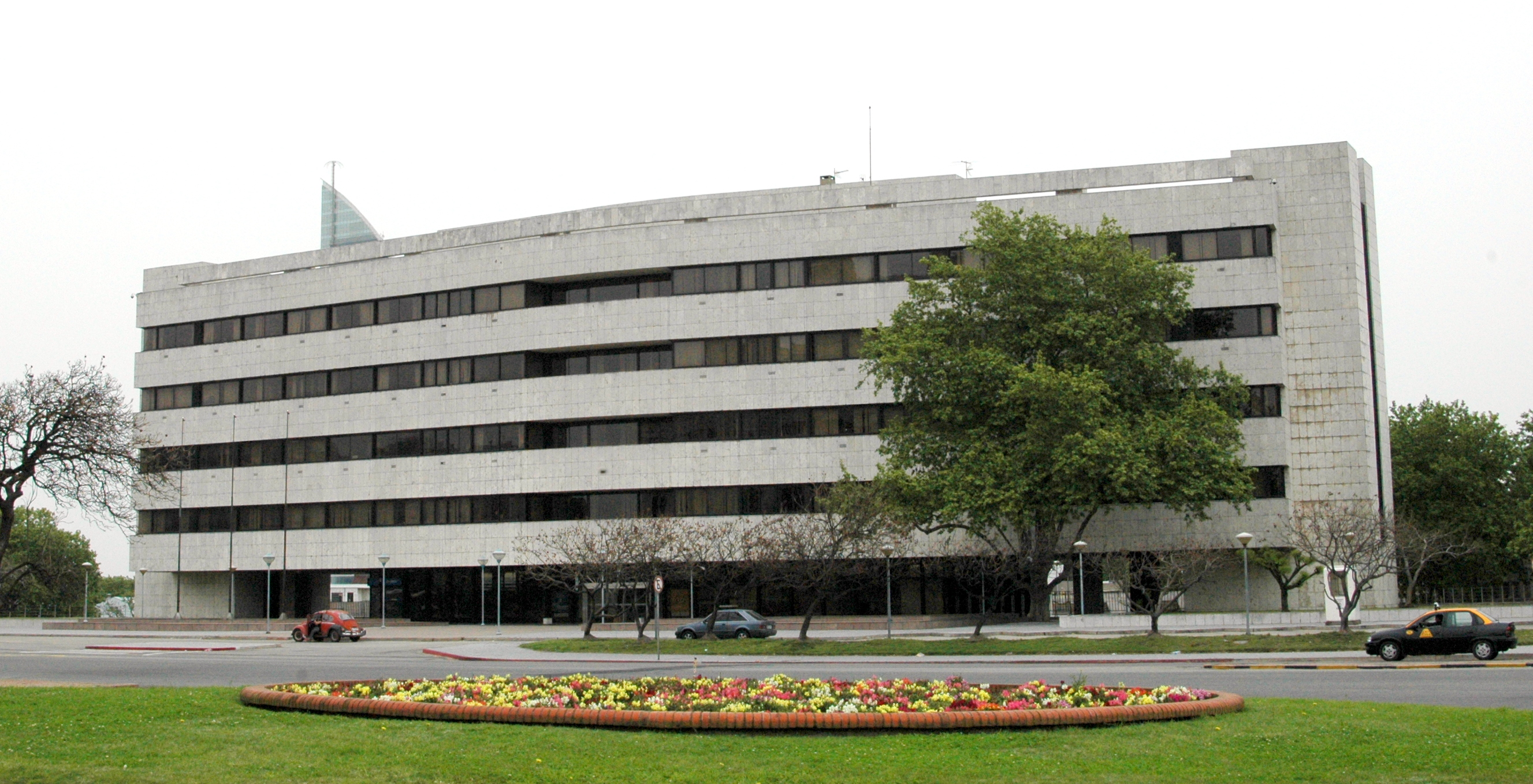

## Esculturas
Cuatro grupos escultóricos engalanan los jardines del Palacio Legislativo, todos ellos obra del artista italiano Giannino Castiglioni.

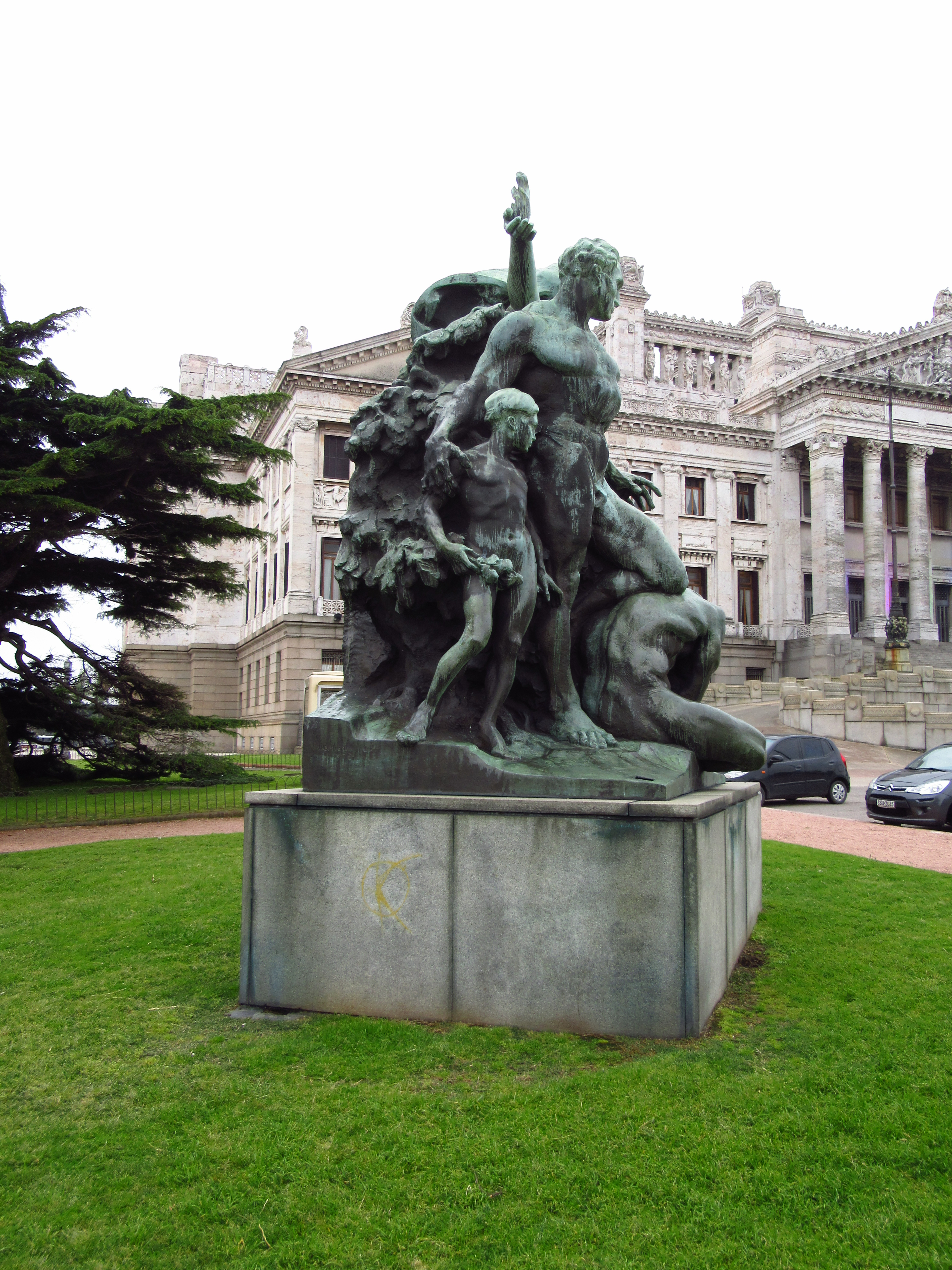
La ciencia
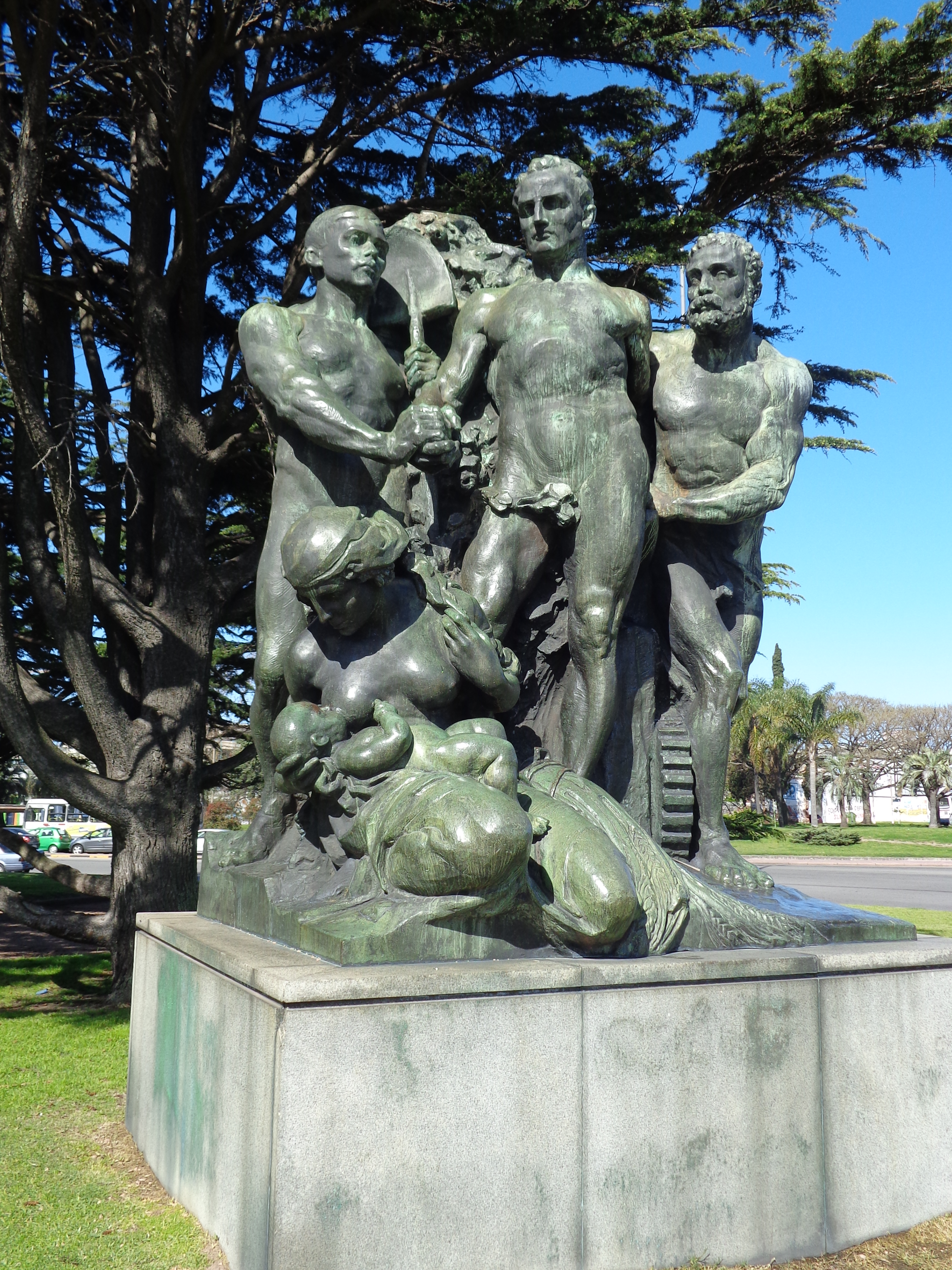
El trabajo
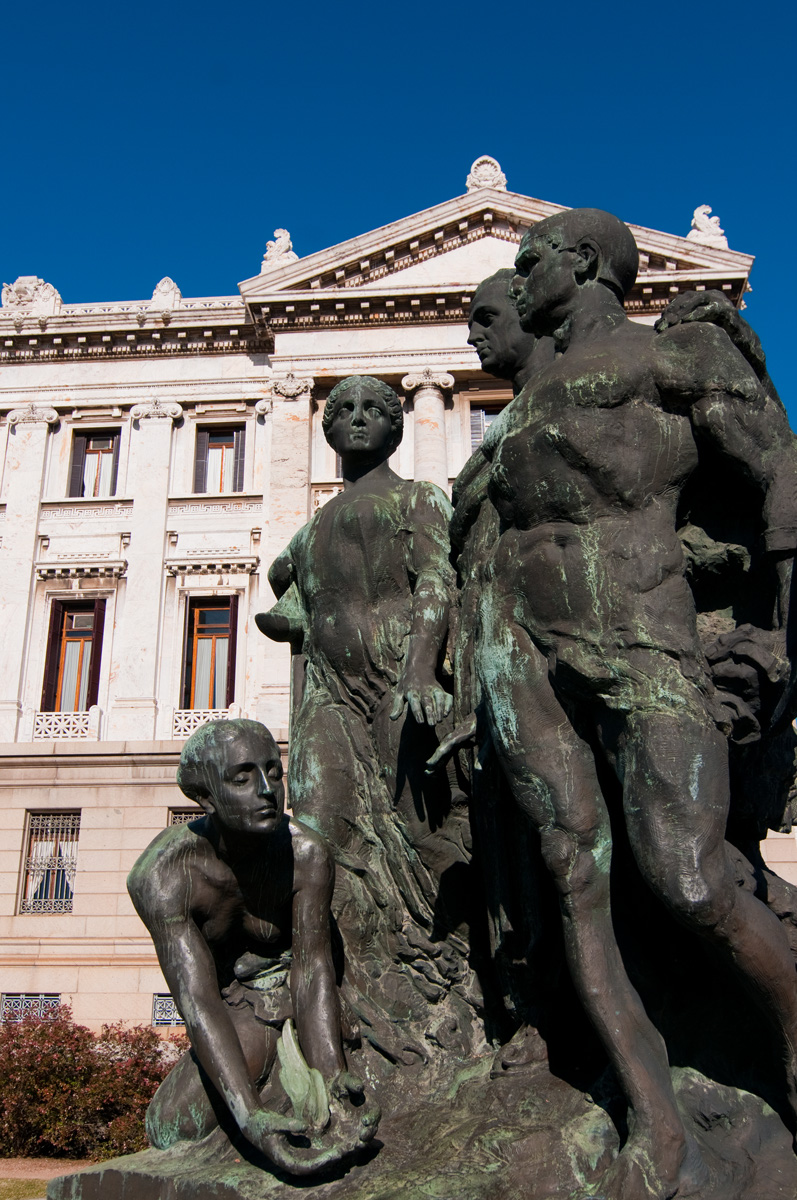
La justicia
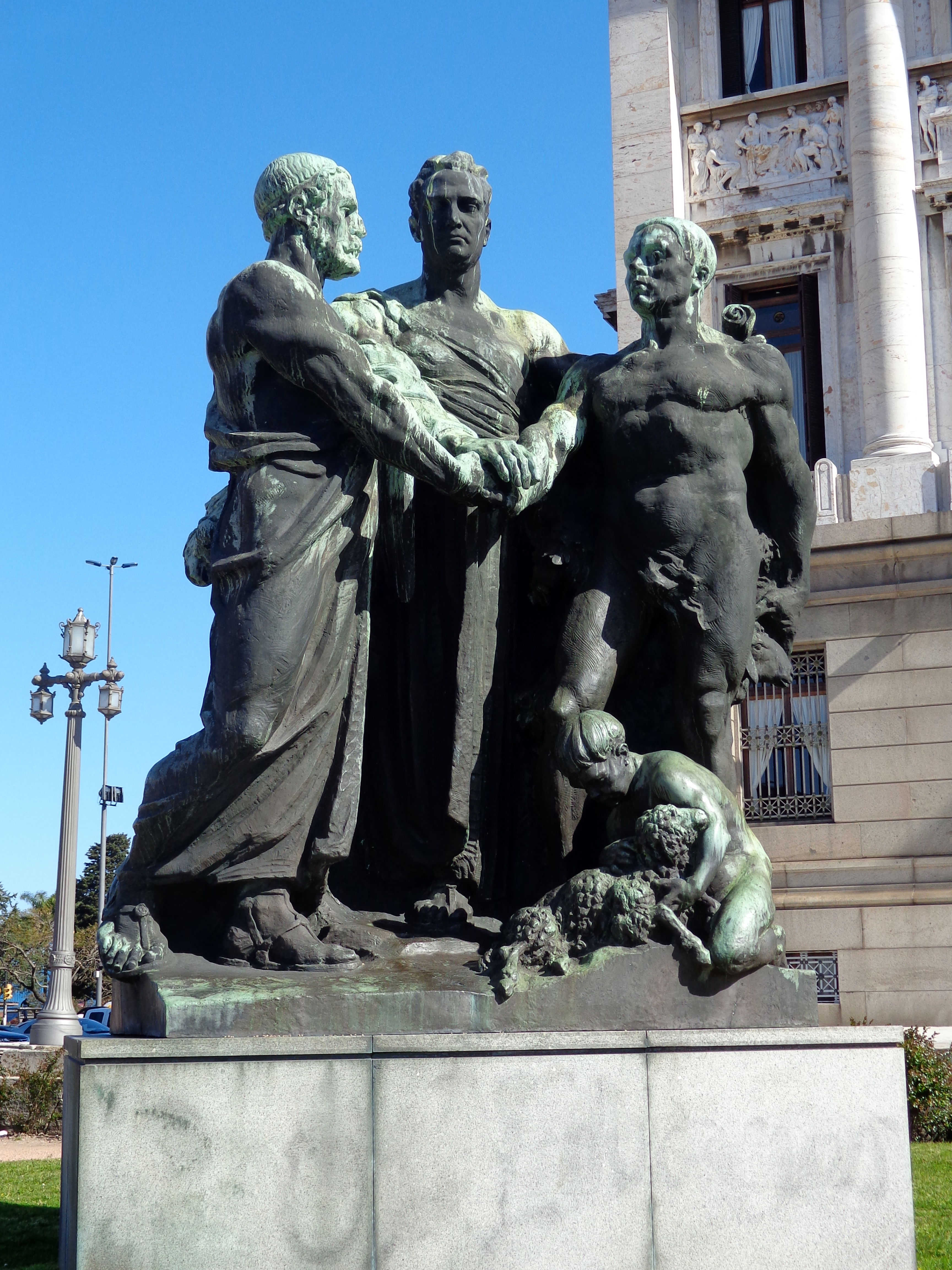
La ley